# Regumiel de la Sierra
Regumiel de la Sierra ist ein Ort und eine zur bevölkerungsarmen Region der Serranía Celtibérica gehörende Gemeinde (municipio) mit insgesamt nur noch 301 Einwohnern (Stand: 2024) in der nordspanischen Provinz Burgos in der Autonomen Gemeinschaft Kastilien-León.

## Lage und Klima
Der Ort Regumiel de la Sierra liegt am südöstlichen Rand der Sierra de la Demanda in einer Höhe von ca. 1130 m im Naturpark Espacio Natural de la Sierra de la Demanda. Die Provinzhauptstadt Burgos ist gut 85 km in nordwestlicher Richtung entfernt. Das Klima ist gemäßigt bis warm; Regen (ca. 887 mm/Jahr) fällt hauptsächlich im Winterhalbjahr.

## Bevölkerungsentwicklung
| Jahr      | 1970 | 1981 | 1991 | 2001 | 2011 | 2021 |
| Einwohner | 670  | 558  | 565  | 476  | 410  | 336  |

## Sehenswürdigkeiten
- Pfarrkirche (Iglesia de San Adrián Mártir)
- Dinosaurierspuren von La Muela

## Persönlichkeiten
- Valentín Pablo Ruiz (Lebensdaten im 19. Jahrhundert), Jurist